# امانوئل گوارا
امانوئل گوارا (اسپانیایی: Emmanuel Guevara‎؛ ۲ فوریه ۱۹۰۲ – نامشخص) بازیکن فوتبال اهل مکزیک بود.
وی همچنین در تیم ملی فوتبال مکزیک بازی کرده‌است.